# クラウディオ・モレル・ロドリゲス
クラウディオ・マルセロ・モレル・ロドリゲス（Claudio Marcelo Morel Rodríguez, 1978年2月2日 - ）は、パラグアイ・アスンシオン出身の元同国代表サッカー選手。現役時代のポジションはディフェンダー（左サイドバック、センターバック）。父親のエウヘニオ・モレルもサッカー選手であった。

## 経歴

### クラブ

#### CAサン・ロレンソ・デ・アルマグロ
パラグアイ出身であるが、アルゼンチン・プリメーラ・ディビシオンのCAサン・ロレンソ・デ・アルマグロからデビューし、センターバックとして起用された。クラウスーラ2001でリーグ優勝を果たし、同年のコパ・メルコスールでは決勝でブラジルのCRフラメンゴを破って優勝した。2002年10月5日、ニューウェルズ・オールドボーイズ戦 (2-1) で初得点を挙げた。2002年のコパ・スダメリカーナでは決勝でコロンビアのアトレティコ・ナシオナルを4-0で破って優勝した。2003年5月2日、プロ初得点と同じ対戦（ニューウェルズ戦）で2得点目を決めた。

#### ボカ・ジュニアーズ
2004年にボカ・ジュニアーズに移籍し、8月15日のCAラヌース戦 (0-0) でデビューした。ボカではサイドバックにコンバートされて大きく成長し、2004年のコパ・スダメリカーナでは決勝でボリビアのクラブ・ボリバルを2試合合計2-1で破って優勝した。2005年にはレコパ・スダメリカーナとコパ・スダメリカーナで優勝し、リーグ戦でもアペルトゥーラ2005とクラウスーラ2006で優勝した。2006年のレコパ・スダメリカーナではブラジルのサンパウロFCを2試合合計4-3で破って優勝した。2007年2月10日、CAバンフィエルド戦 (4-0) で移籍後初得点を挙げた。12月には日本で開催されたFIFAクラブワールドカップ2007に出場し、決勝ではヨーロッパ代表のACミランに2-4で敗れて準優勝であった。この年の南米年間最優秀選手賞投票ではサルバドール・カバニャスに次ぐ2位となり、年間ベストイレブンに選出された。2008年のレコパ・スダメリカーナ決勝ではアルセナルFCとの同国対決を制し、優勝に貢献した。2008年12月、記者選出のパラグアイ最優秀選手賞を受賞した。2010 FIFAワールドカップのグループリーグ・スロバキア戦に先立つ2010年6月20日、ボカ・ジュニアーズは彼との契約を延長しないと発表した。

#### デポルティーボ・ラ・コルーニャ
2010年夏、スペイン・リーガ・エスパニョーラのデポルティーボ・ラ・コルーニャに移籍した。2010-11シーズンはキャプテンのマヌエル・パブロの控えとして15試合に出場したが、18位でセグンダ・ディビシオン（2部）降格となった。

#### CAインデペンディエンテ
2012年7月20日、CAインデペンディエンテに移籍し、アルゼンチンで再びプレーすることとなった。

#### ソル・デ・アメリカ
2014年8月13日、リーガ・パラグアージャのクラブ・ソル・デ・アメリカに加入。初の母国クラブへの所属となった。

#### ドセ・デ・オクトゥブレ
2015年3月、ドセ・デ・オクトゥブレへ移籍。

#### AABMサルミエント
2016年1月26日、CAABMサルミエントへ移籍。

#### CAマデレンセ
2017年4月、トルネオ・フェデラルB（アルゼンチン4部）のCAマデレンセに加入した。

### 代表
1999年にパラグアイ代表デビューした。2002 FIFAワールドカップ・南米予選と2010 FIFAワールドカップ・南米予選に出場し、さらに2010 FIFAワールドカップ本大会に出場した。

## 代表歴

### 出場大会
- パラグアイ代表
  - 2010 FIFAワールドカップ

### 試合数
- 国際Aマッチ 35試合 0得点（1999年-2010年）[13]

| パラグアイ代表 | 国際Aマッチ | 国際Aマッチ |
| 年             | 出場        | 得点        |
| -------------- | ----------- | ----------- |
| 1999           | 1           | 0           |
| 2000           | 0           | 0           |
| 2001           | 4           | 0           |
| 2002           | 0           | 0           |
| 2003           | 0           | 0           |
| 2004           | 0           | 0           |
| 2005           | 0           | 0           |
| 2006           | 1           | 0           |
| 2007           | 10          | 0           |
| 2008           | 6           | 0           |
| 2009           | 3           | 0           |
| 2010           | 10          | 0           |
| 通算           | 35          | 0           |

## タイトル

### クラブ
サン・ロレンソ
- プリメーラ・ディビシオン : 2000-01C
- コパ・メルコスール : 2001
- コパ・スダメリカーナ : 2002

ボカ・ジュニアーズ
- コパ・スダメリカーナ : 2004, 2005
- レコパ・スダメリカーナ : 2005, 2006, 2008
- プリメーラ・ディビシオン : 2005-06A, 2005-06C, 2008-09A
- コパ・リベルタドーレス : 2007

デポルティーボ・ラ・コルーニャ
- セグンダ・ディビシオン : 2012

### 個人
- パラグアイ最優秀選手賞 : 2008